# Zeri
Zeri é uma comuna italiana da região da Toscana, província de Massa-Carrara, com cerca de 1.382 habitantes. Estende-se por uma área de 73 km², tendo uma densidade populacional de 19 hab/km². Faz fronteira com Albareto (PR), Mulazzo, Pontremoli, Rocchetta di Vara (SP), Sesta Godano (SP), Zignago (SP).

## Demografia
| Variação demográfica do município entre 1861 e 2011                               |
|                                                                                   |
| Fonte: Istituto Nazionale di Statistica (ISTAT) - Elaboração gráfica da Wikipedia |